# 정선아리랑문학상
정선아리랑문학상은 강원도 정선이 배경이거나 정선아리랑을 주제로 쓴 작품을 대상으로 한 문학상이다. 정선아리랑제 기간에 정선아리랑촌 아라리마당에서 시상한다.

## 역대 수상 작품
- 2013년 1회 소설부문 유시연 <그 여자자의 전설> 동화부문 유진아 <아라리 할아버지> 창작가사·시 부문 박금란 ‘정선골 ’외 7편 희곡부문 수상작 없음
- 2014년 2회 김혜진융 <아리랑 고개로 나를 넹게주게>